# Isle of Man TT 1964
Isle of Man TT 1964 je bila četrta dirka motociklističnega prvenstva v sezoni 1964. Potekala je na dirkališču Isle of Man.

## Razred 500 cm³
| Poz | Dirkač          | Država              | Moštvo    | Hitrost    | Čas       | Točke |
| --- | --------------- | ------------------- | --------- | ---------- | --------- | ----- |
| 1   | Mike Hailwood   | Združeno kraljestvo | MV Agusta | 100.95 mph | 2:14.33.8 | 8     |
| 2   | Derek Minter    | Združeno kraljestvo | Norton    | 98.47 mph  | 2:17.56.6 | 6     |
| 3   | Fred Stevens    | Združeno kraljestvo | Matchless | 96.40 mph  | 2:20.54.6 | 4     |
| 4   | Derek Woodman   | Združeno kraljestvo | Matchless | 96.28 mph  | 2:21.05.6 | 3     |
| 5   | Griff A.Jenkins | Združeno kraljestvo | Norton    | 94.95 mph  | 2:23.04.4 | 2     |
| 6   | Billy McCosh    | Združeno kraljestvo | Matchless | 94.84 mph  | 2:23.14.4 | 1     |

## Razred 350 cm³
| Poz | Dirkač        | Država              | Moštvo | Hitrost   | Čas       | Točke |
| --- | ------------- | ------------------- | ------ | --------- | --------- | ----- |
| 1   | Jim Redman    | Rodezija            | Honda  | 98.51 mph | 2:17.55.4 | 8     |
| 2   | Phil Read     | Združeno kraljestvo | AJS    | 93.58 mph | 2:25.00.6 | 6     |
| 3   | Mike Duff     | Kanada              | AJS    | 93.46 mph | 2:25.21.4 | 4     |
| 4   | Derek Minter  | Združeno kraljestvo | Norton | 93.17 mph | 2:25.48.2 | 3     |
| 5   | Derek Woodman | Združeno kraljestvo | AJS    | 92.02 mph | 2:27.37.6 | 2     |
| 6   | Joe Dunphy    | Združeno kraljestvo | AJS    | 91.43 mph | 2:28.34.6 | 1     |

## Razred 250 cm³
| Poz | Dirkač           | Država              | Moštvo    | Hitrost   | Čas       | Točke |
| --- | ---------------- | ------------------- | --------- | --------- | --------- | ----- |
| 1   | Jim Redman       | Rodezija            | Honda     | 97.45 mph | 2:19.23.6 | 8     |
| 2   | Alan Shepherd    | Združeno kraljestvo | MZ        | 96.97 mph | 2:20.04.6 | 6     |
| 3   | Alberto Pagani   | Italija             | Paton     | 86.20 mph | 2:37.35.8 | 4     |
| 4   | Stanislav Malina | Češkoslovaška       | CZ        | 85.51 mph | 2:38.52.8 | 3     |
| 5   | Roy Boughey      | Združeno kraljestvo | Yamaha    | 80.06 mph | 2:49.40.6 | 2     |
| 6   | C.W.Hunt         | Združeno kraljestvo | Aermacchi | 79.25 mph | 2:51.24.2 | 1     |

## Razred 125 cm³
| Poz | Dirkač           | Država              | Moštvo | Hitrost   | Čas       | Točke |
| --- | ---------------- | ------------------- | ------ | --------- | --------- | ----- |
| 1   | Luigi Taveri     | Švica               | Honda  | 92.14 mph | 1:13.43.0 | 8     |
| 2   | Jim Redman       | Rodezija            | Honda  | 92.08 mph | 1:13.46.0 | 6     |
| 3   | Ralph Bryans     | Združeno kraljestvo | Honda  | 91.22 mph | 1:14.28.2 | 4     |
| 4   | Stanislav Malina | Češkoslovaška       | CZ     | 85.16 mph | 1:19.45.4 | 3     |
| 5   | Walter Scheimann | Zahodna Nemčija     | Honda  | 83.24 mph | 1:21.36.0 | 2     |
| 6   | Bruce Beale      | Rodezija            | Honda  | 82.69 mph | 1:22.08.8 | 1     |

## Razred 50 cm³
| Poz | Dirkač               | Država              | Moštvo   | Hitrost   | Čas       | Točke |
| --- | -------------------- | ------------------- | -------- | --------- | --------- | ----- |
| 1   | Hugh Anderson        | Nova Zelandija      | Suzuki   | 80.64 mph | 1:24.13.4 | 8     |
| 2   | Ralph Bryans         | Združeno kraljestvo | Honda    | 79.68 mph | 1:25.14.8 | 6     |
| 3   | I.Morishita          | Japonska            | Suzuki   | 79.67 mph | 1:25.15.4 | 4     |
| 4   | Hans-Georg Anscheidt | Zahodna Nemčija     | Kreidler | 79.63 mph | 1:25.18.0 | 3     |
| 5   | Mitsui Itoh          | Japonska            | Suzuki   | 79.57 mph | 1:25.22.4 | 2     |
| 6   | Naomi Taniguchi      | Japonska            | Honda    | 79.39 mph | 1:25.33.0 | 1     |